# إسكندر شلفون
إسكندر بطرس شلفون (1881 - 1934) هو شاعر غنائي وملحن وعازف مصري من أصل لبناني.

## حياته ونشأته
إسكندر بطرس شلفون ولد في القاهرة سنة 1881، وتوفي في بيروت سنة 1934.
عاش في مصر ولبنان وسورية، وزار تونس والجزائر وفرنسا.
اكتشف فيه والده (وكان عازفًا كما كانت أمه كذلك) موهبة مبكرة في الموسيقا فعمل على تنشئته تنشئة موسيقية تعلم فيها القواعد والأنغام والموشحات.
التحق بمدرسة الفرير بحي الخرنفش، حيث أتقن العربية والإنجليزية والفرنسية.

## مسيرته
- شغل في بداية حياته وظيفة في ديوان وزارة الأشغال المصرية بالقاهرة مدة تزيد عن تسعة عشر عامًا، حتى استقال منها سنة 1919.[5]

- انتخب عضواً في اللجنة الفنية بنادي الموسيقى الشرقية «عرف بمعهد فؤاد الأول الموسيقى العربية» سنة 1914.[6]

- شغل وظيفة أستاذ وعضو مجلس الإدارة بين سنة 1914 - 1934.[7]

- شغل منصب المدير الفني لشركة أسطوانات كولومبيا.

- عمل في عدد من شركات الأسطوانات وقتها.

- أسس معهد روضة البلابل في القاهرة سنة 1919، والذي غير اسمه إلى المعهد الموسيقي المصري. والذي علم فيه مبادئ الموسيقى والعزف على العود والكمان.

- أصدر مجلة روضة البلابل سنة 1920.

- قصد تونس سنة 1928 بحثاً عن المخطوطات العربية الموسيقية للفارابي خاصة، وألقى عددًا من المحاضرات الموسيقية في تونس والجزائر.[8]

- اقتربت قصائده من روح الغناء فكانت الأغاني أقرب لحب الحياة، ووصف الطبيعة والتعمق فيها.

- غلب على معظم قصائده الطول، وتميزت بالتعبير عن فلسفة الحياة واعتماده علي نظام المقاطع متعددة القوافي، والميل إلى القص في بعضها، واستخدام لغة بسيطة سهلة تتناسب لسهولة المعاني وروح الموسيقى والغناء.[9]

- كانت أعماله الموسيقية أول ما بثت في افتتاح الإذاعة اللبنانية 3 سبتمبر 1938.

## مؤلفاته

### الإنتاج الشعري[10]
له العديد من القصائد التي نشرت في مجلة روضة البلابل، ولعل أبرزها؛
- «آلهة الموسيقا» - العدد الثالث - السنة الأولى - الأول من ديسمبر 1920.

- «أنشودة البيضاء» الأول من يونيو 1922.

- «أنشودة عصفور الحقل وبلبل القفص» الأول من يوليو 1922.

- «أنشودة الربيع الثالث» - العدد الأول - السنة الثالثة - أكتوبر 1922.

- «لولا الأمل» - من أكتوبر 1923.

- «الليلة أقابل محبوبي» - الأول من نوفمبر 1923.

- «وداع ولقاء» - الأول من مايو 1924.

- «فالذنب ذنبي» - الأول من سبتمبر 1924.

- «غنائية السبايا» - وهي مسرحية غنائية من ثلاثة فصول نظمها ولحنها سنة 1911، ونشرت في روضة البلابل - العدد الأول - السنة الثالثة - الأول من أكتوبر 1922.

### كتب ودراسات[11]
له عدد من الدراسات الموسيقية والتاريخية والاجتماعية، من أهمها
- طونوم.
- تقسيم ديوان السلم الموسيقي الطبيعي الشرقي.

- الموازين الموسيقية.

ترجم عددًا من الأعمال عن الفرنسية، منها
- الجبل الملهم.
- صبر العذراء.
- معبد النيران.
- منهل العبرات.
- كتاب وصف مصر ونشره مسلسلاً في مجلة روضة البلابل، وجعل القسم الأول من الموسيقى العربية ضمن دائرة المعارف الموسيقية.
- أصل الموسيقا العربية، وهو مقال نشر في مجلة الهلال سنة 1925.
- قاموس الموسيقى، نشر في مجلة الأديب في فبراير 1942.
- مخطوط مفقود، نشر في مجلة الأديب في فبراير 1942.

## أوسمة
- الوسام التونسي من الدرجة الأولى.

## من أشعاره
من قصيدة: آلهة الموسيقا